# رفاه‌گرایی

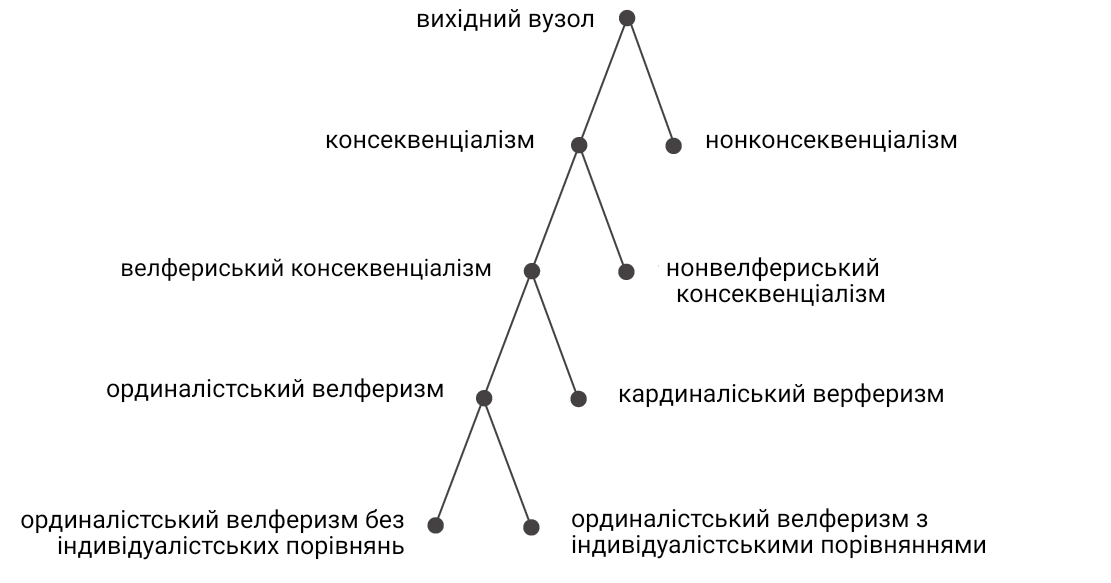
نموادار رفاه گرایی

در کلی‌ترین معنای آن، رفاه‌گرایی (به انگلیسی: Welfarism) نظریه‌ای است دربارهٔ آنچه ارزش دارد یا مهم است. می‌توان آن را به عنوان این دیدگاه تعریف کرد که بهزیستی تنها چیزی است که ارزش ذاتی دارد. رفاه‌گرایان خالص معتقدند که این ارزش مستقیماً توسط درجه فردی رفاه هر نهاد تعیین می‌شود. از سوی دیگر، رفاه‌گرایان ناخالص، عوامل دیگری مرتبط با رفاه را شامل می‌شوند، مانند اینکه آیا رفاه به‌طور مساوی بین جانداران ذی‌شعور پخش می‌شود. برخی از نویسندگان رفاه را به معنای ویژه‌تری درک می‌کنند: نه تنها به عنوان یک نظریه ارزشی، بلکه به عنوان یک نظریه اخلاقی. در این دیدگاه، آنچه فرد باید انجام دهد در نهایت با ملاحظات رفاه تعیین می‌شود. از این نظر، اغلب به عنوان نوعی نتیجه‌گرایی تلقی می‌شود و می‌تواند به شکل سودگرایی باشد، که در آن اقدام، سیاست یا قانون درست، سبب حداکثر رفاه می‌شود.
رفاه در حقوق و اقتصاد تأثیرگذار بوده‌است.